# Вулиця Литовська (Львів)
Ву́лиця Ли́товська — вулиця у Сихівському районі міста Львова, в місцевості Новий Львів. Сполучає вулицю Мишуги з вулицею Панаса Мирного, а з вулицею Тиверською утворює перехрестя. 

## Історія
На початку 1930-х років територія околиць маєтку Красучин біля парку «Залізна Вода» привернула увагу уряду Львова завдяки мальовничому розташуванню, здоровому клімату та відповідним гігієнічним вимогам. Ініціатором забудови цієї дільниці був видатний інженер-архітектор Тадеуш Врубель, який розробив шість типових проектів для поселення «Новий Львів», будівництво якого він обстоював. 1933 року магістрат виділив територію площею близько 8 гектарів, розбивши її на 115 ділянок для фінансово доступної приватної забудови. Ця територія розташована в межах вулиць: Поморської (нині вул. Мишуги), Власна Стріха (нині вул. Панаса Мирного), Литовської, Мазовецької (вул. Запорізька), Шльонської (нині вул. Кибальчича); Цешинської і Торунської (нині — вул. Тернопільська та Кашубської (нині вул. Тиверська). Прокладання та забудова вулиці Литовської розпочалися на початку 1938 року.

## Назва
Вулиця Литовська дістала свою назву ще 1933 року, на честь Литовської Республіки. Протягом свого існування змінювалося лише написання назви вулиці, так, під час німецької окупації — вулиця Літауерґассе (1943). Сучасна назва від липня 1944 року — вулиця Литовська.

## Забудова
В архітектурному ансамблі вулиці присутні двоповерхові будинки 1930-х років, збудовані в стилі польського конструктивізму, радянський конструктивізм представлений три-, чотири-, п'ятиповерховими будинками 1960-х років, а також присутня приватна забудова кінця XX — початку XXI століття.

Світлини вуличної забудови
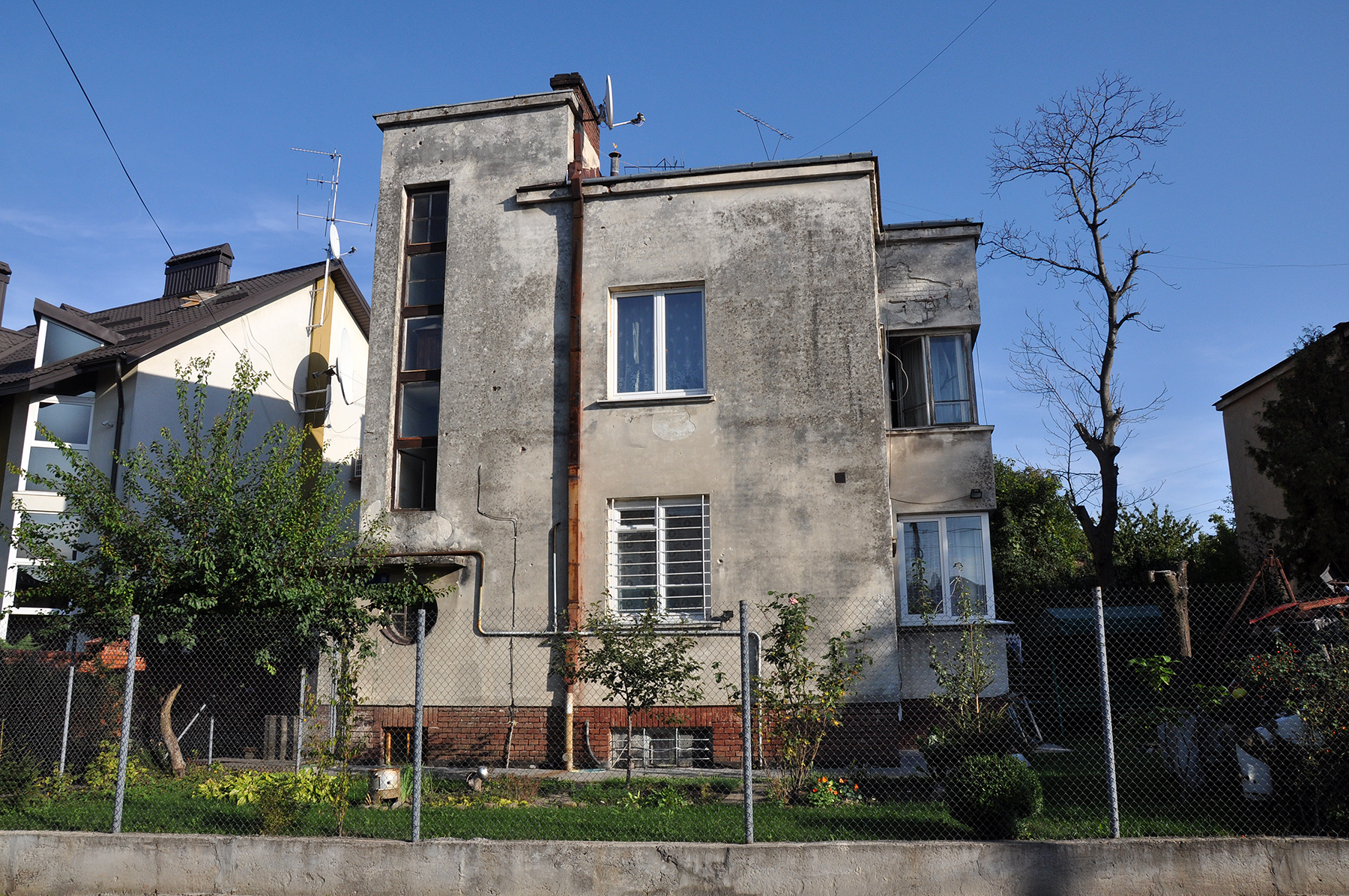
Будинок № 1
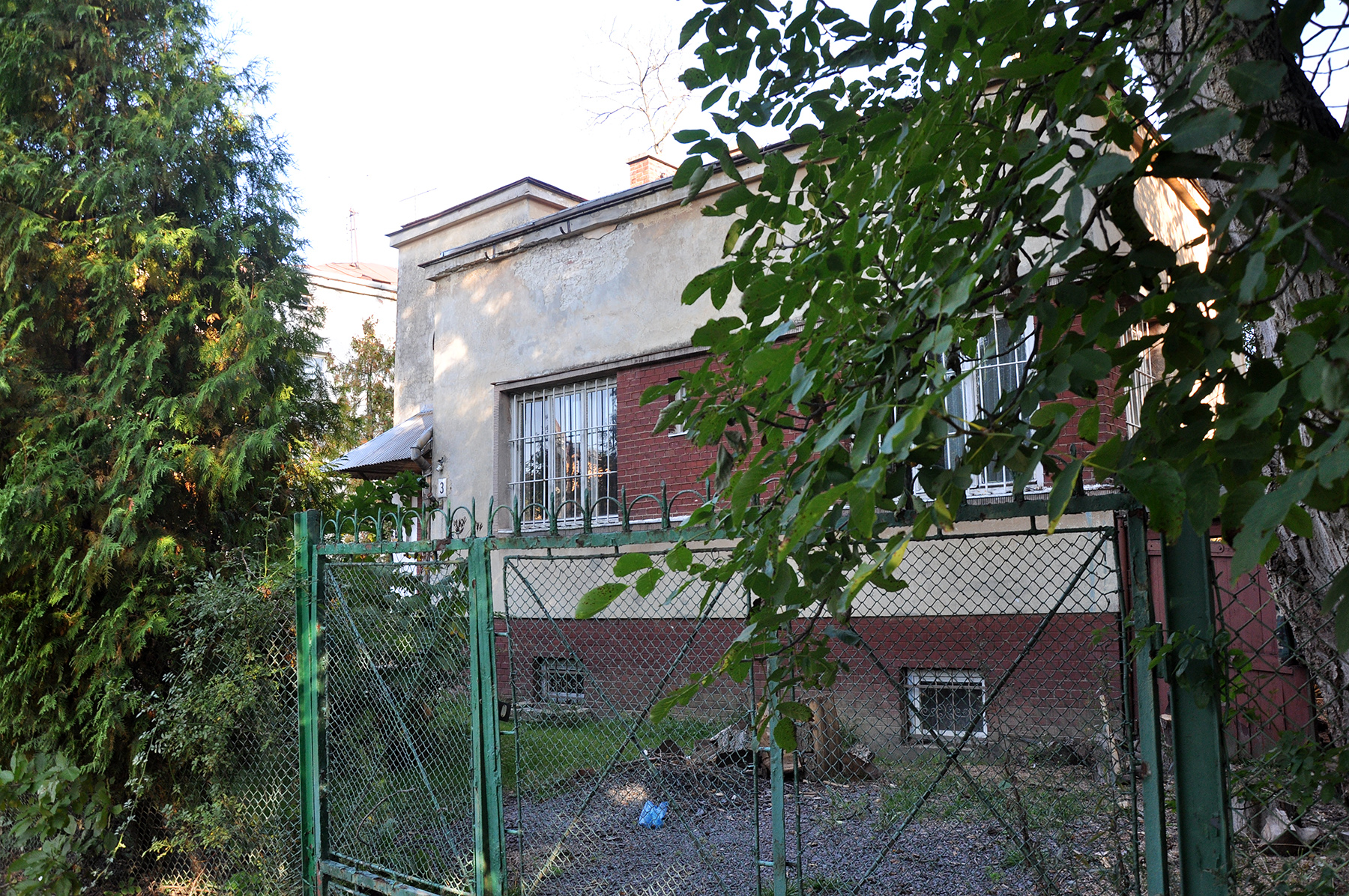
Будинок № 3
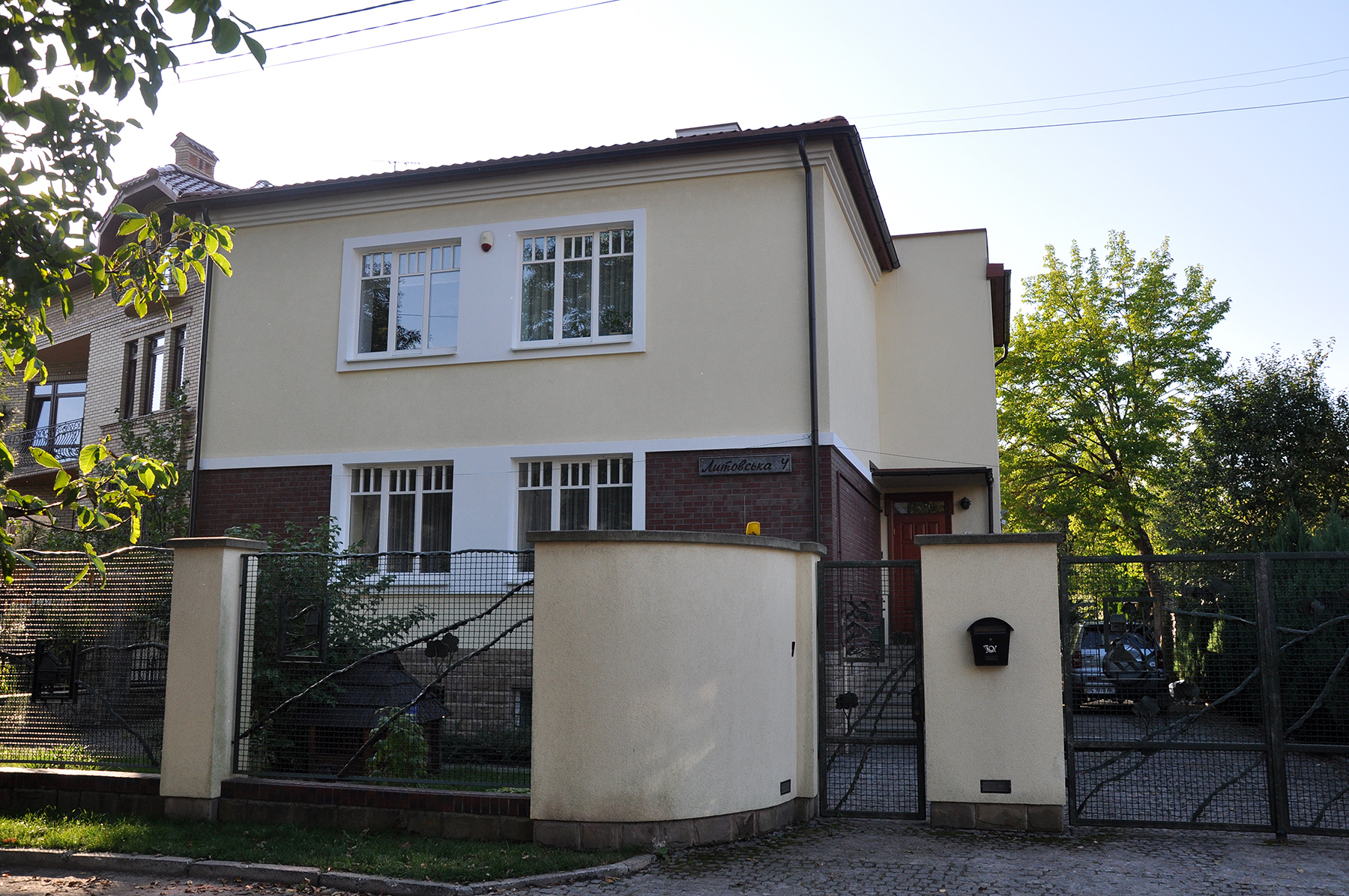
Будинок № 4
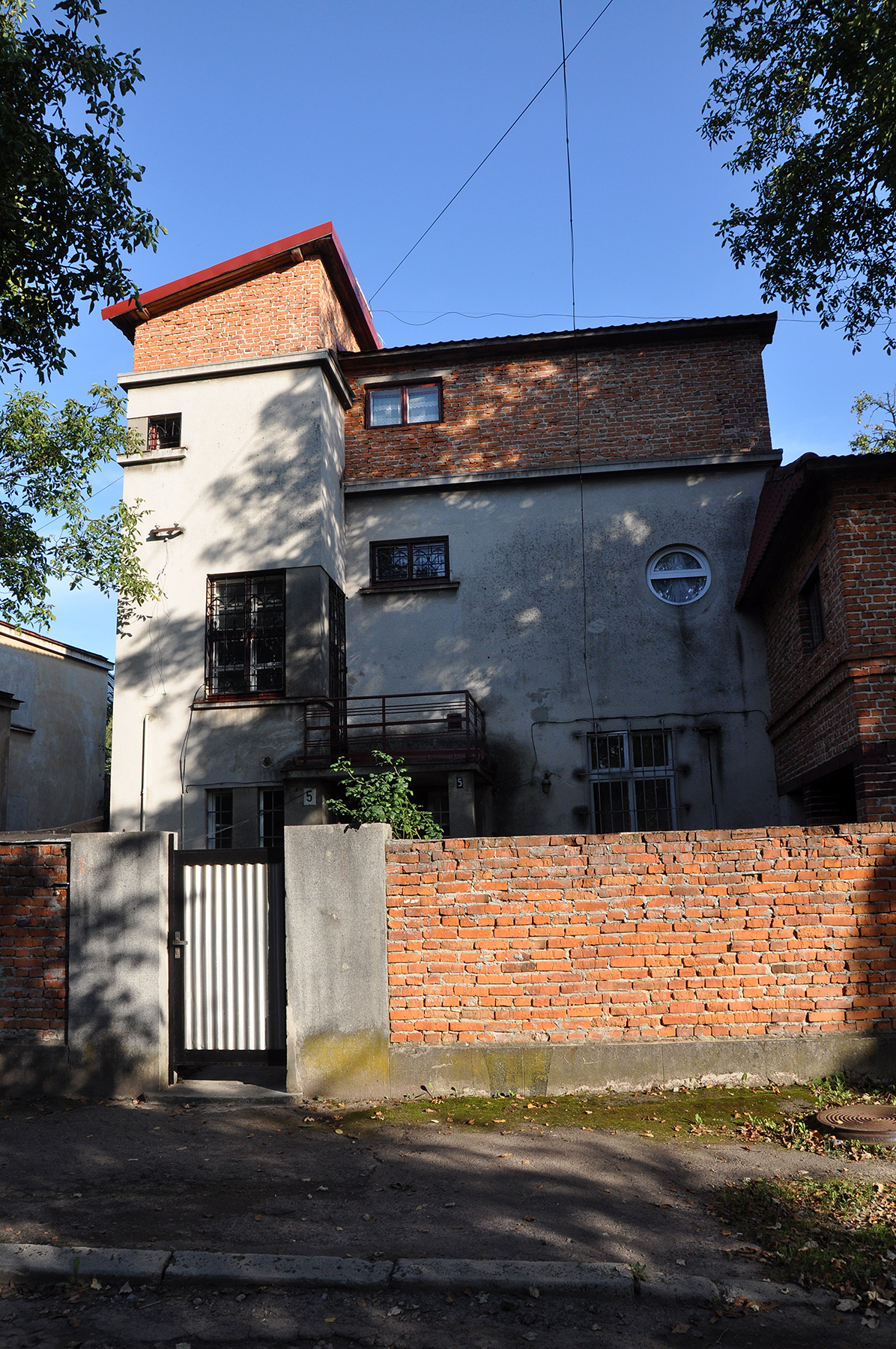
Будинок № 5
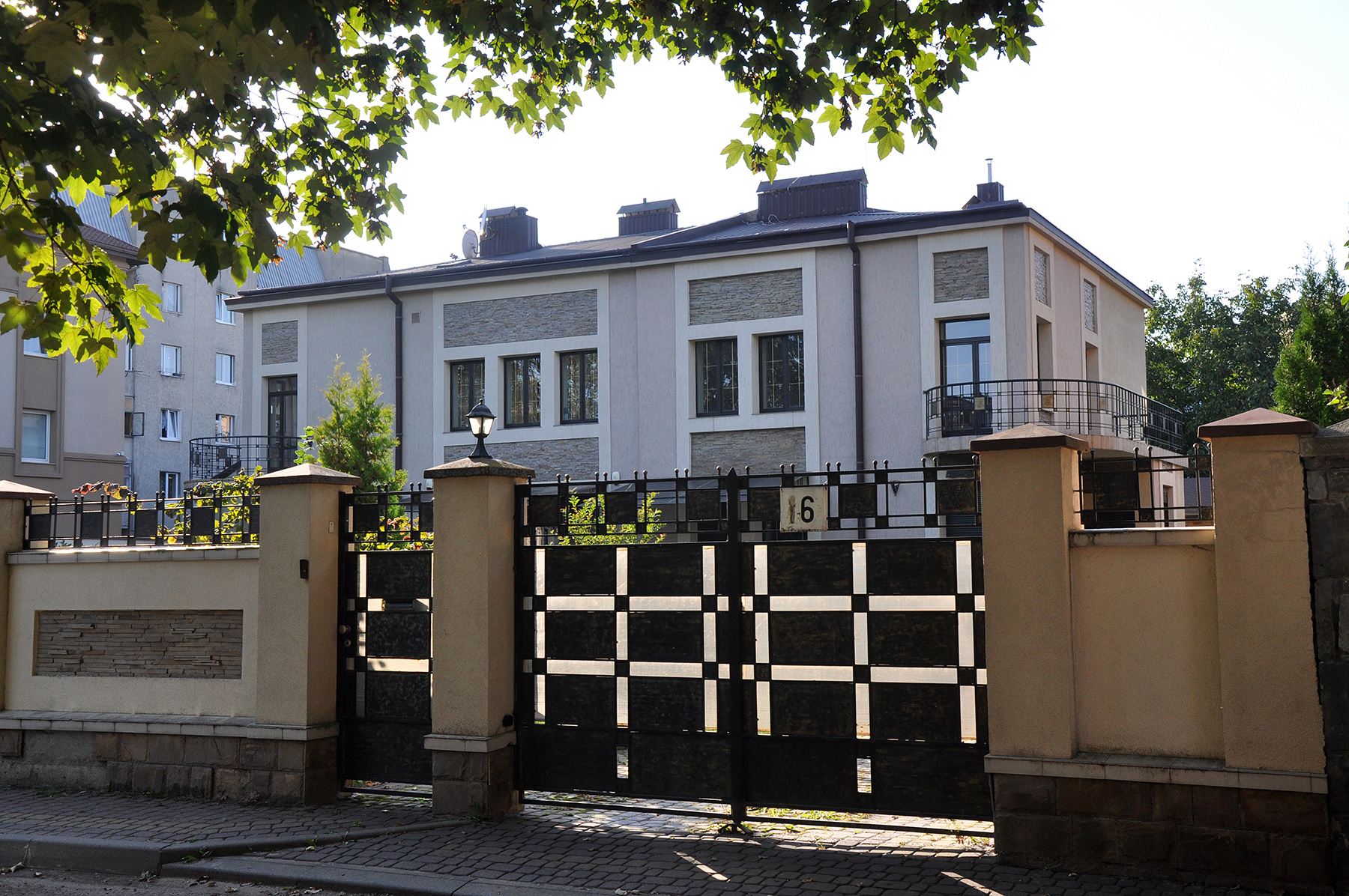
Будинок № 6
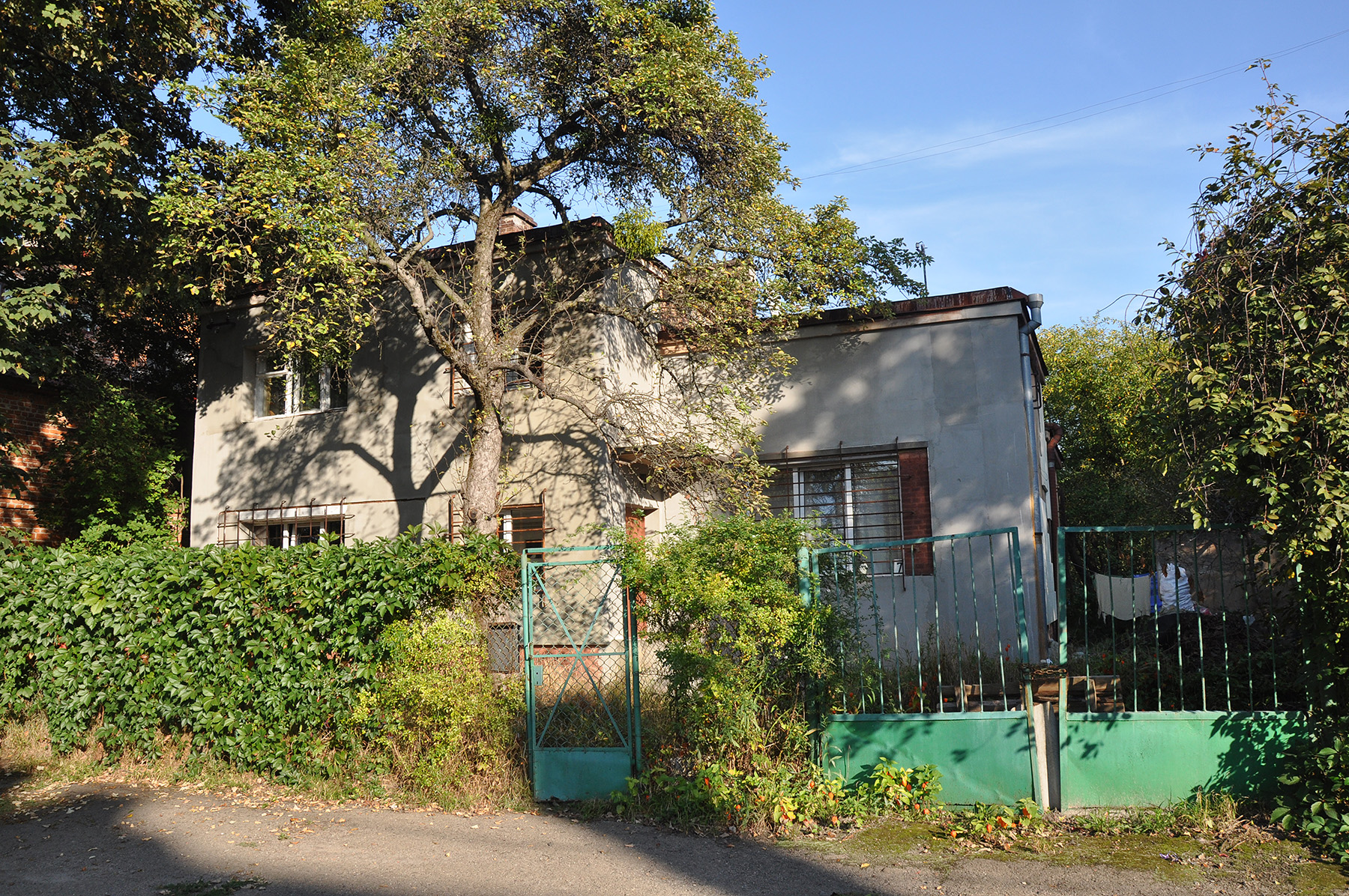
Будинок № 7
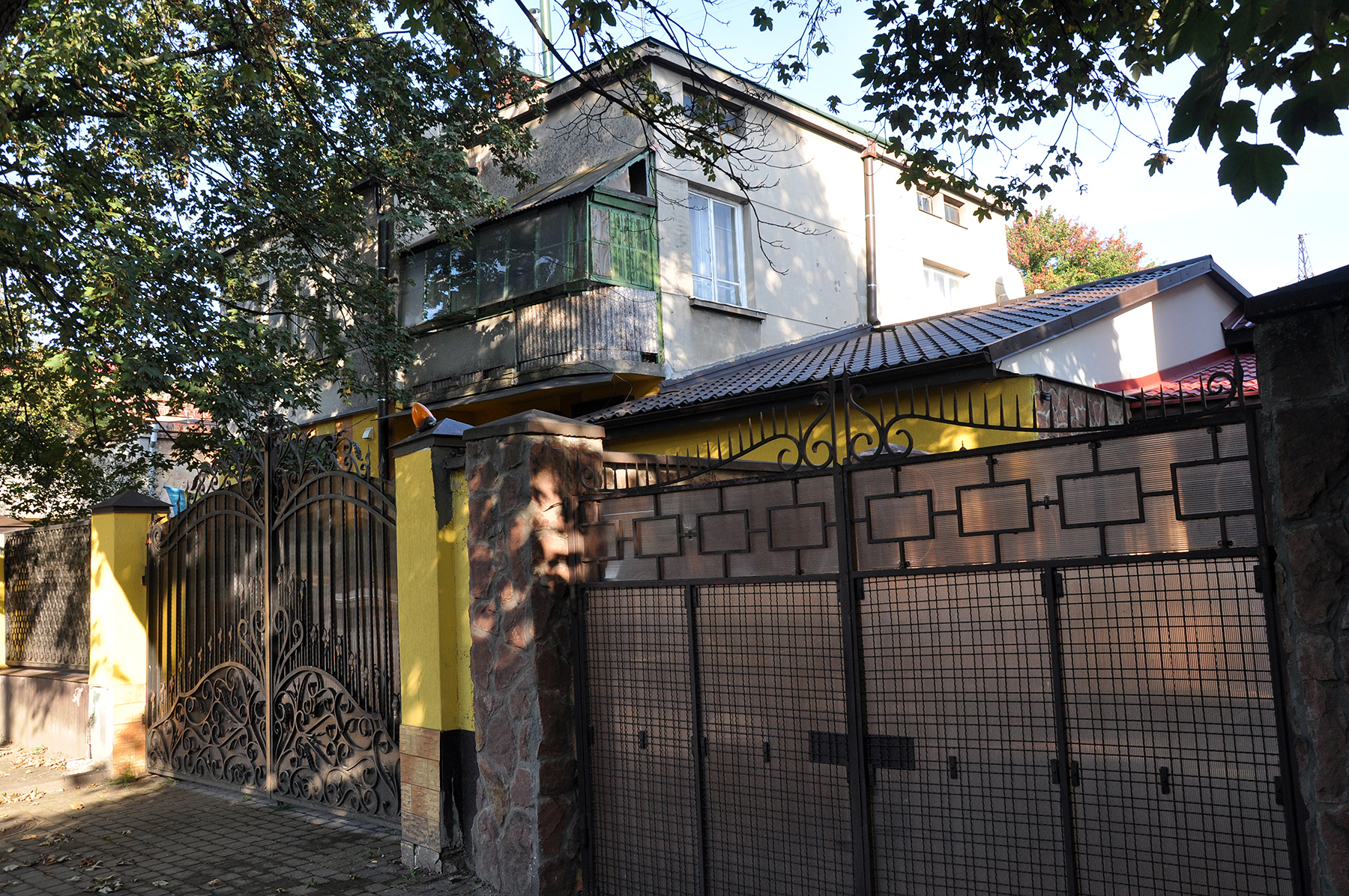
Будинок № 9
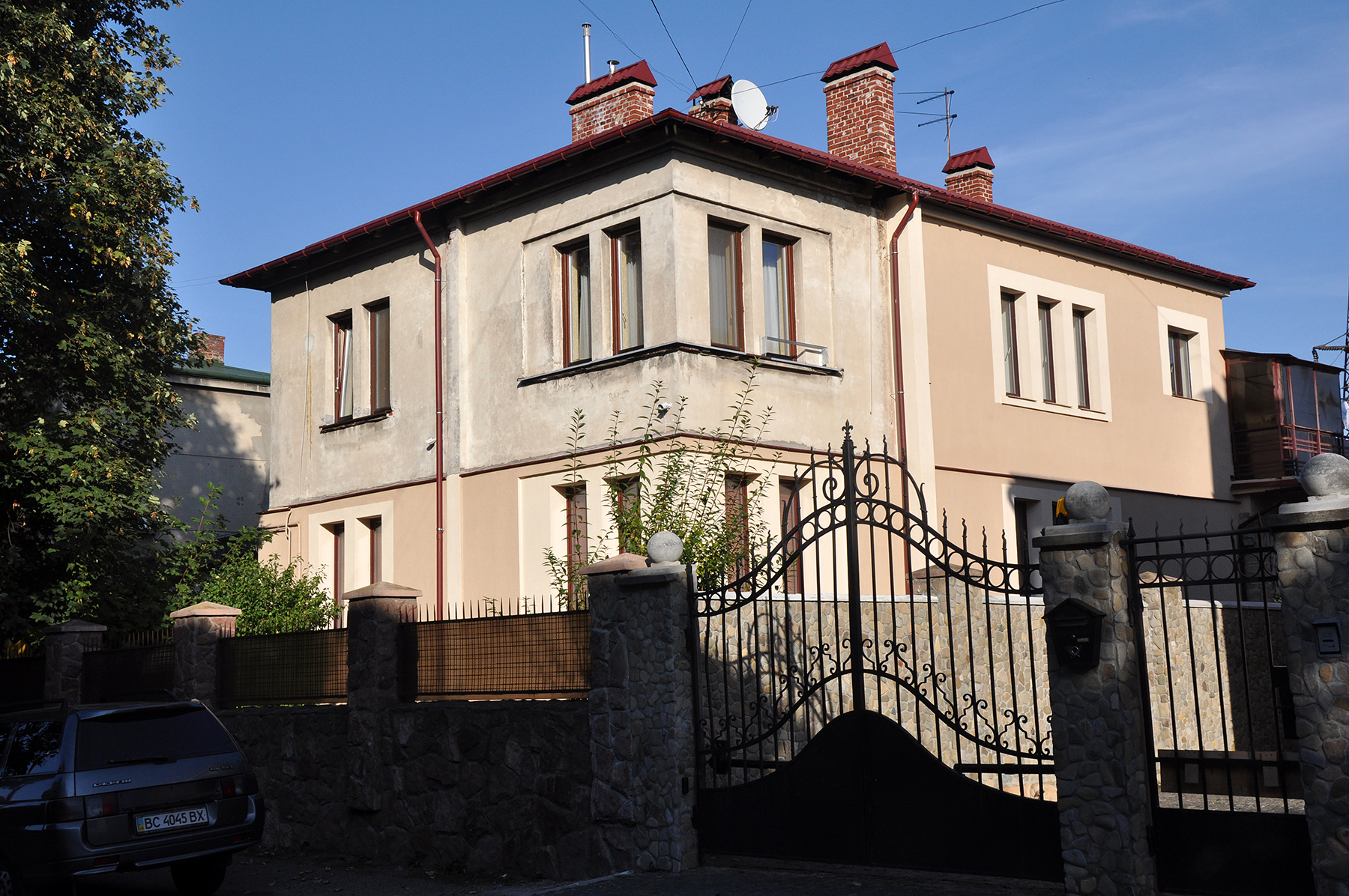
Будинок № 11
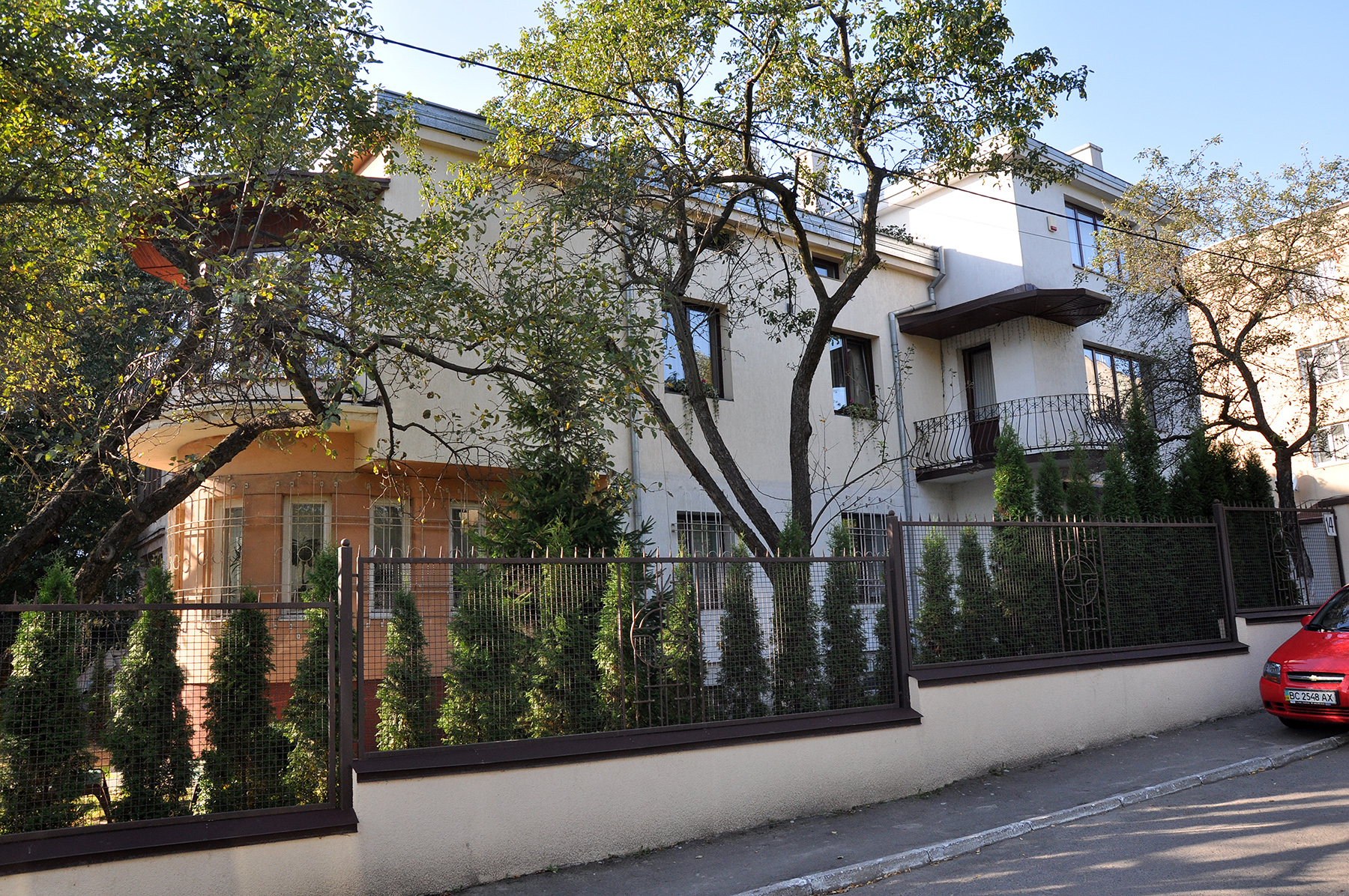
Будинок № 14
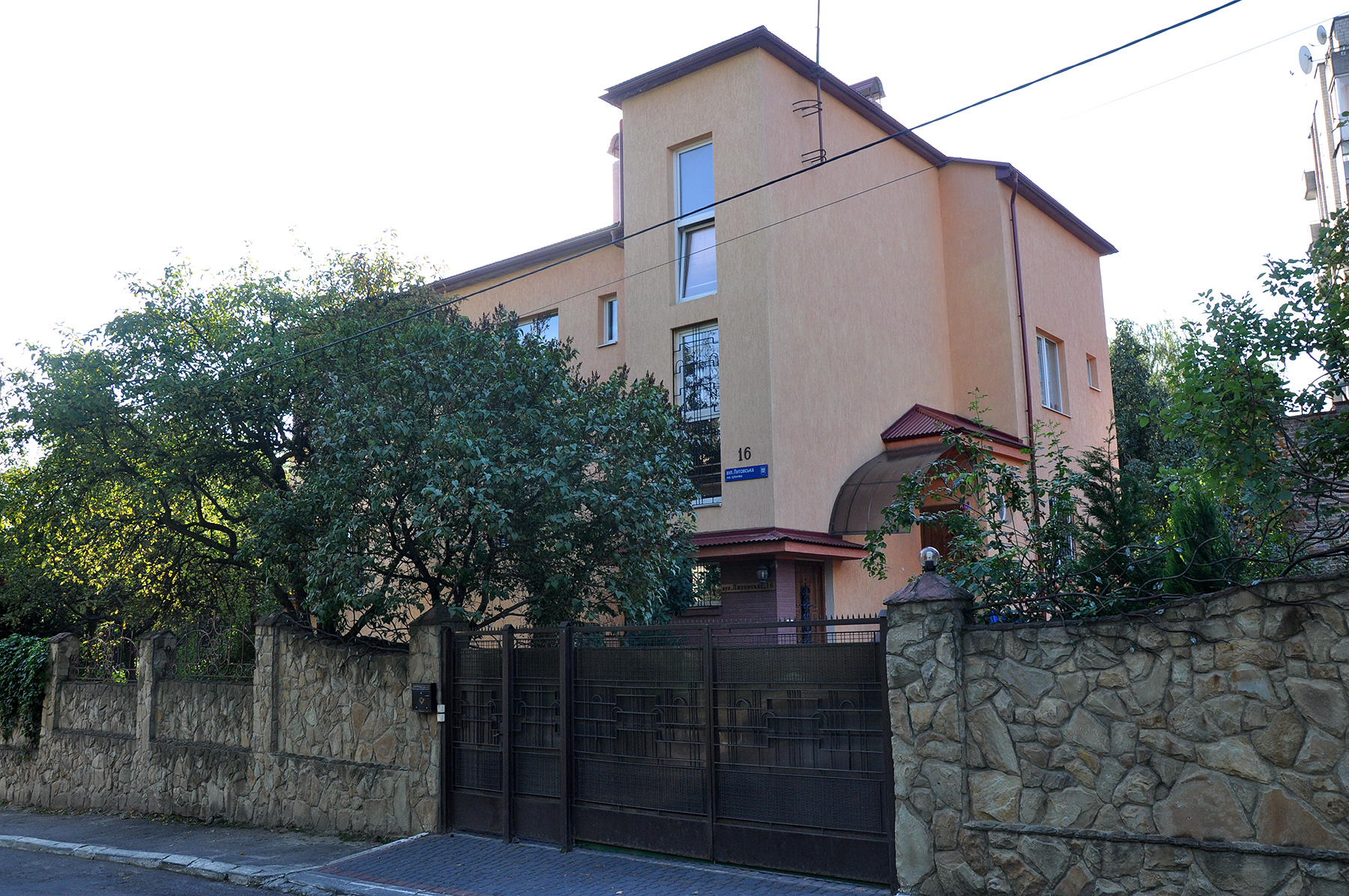
Будинок № 16
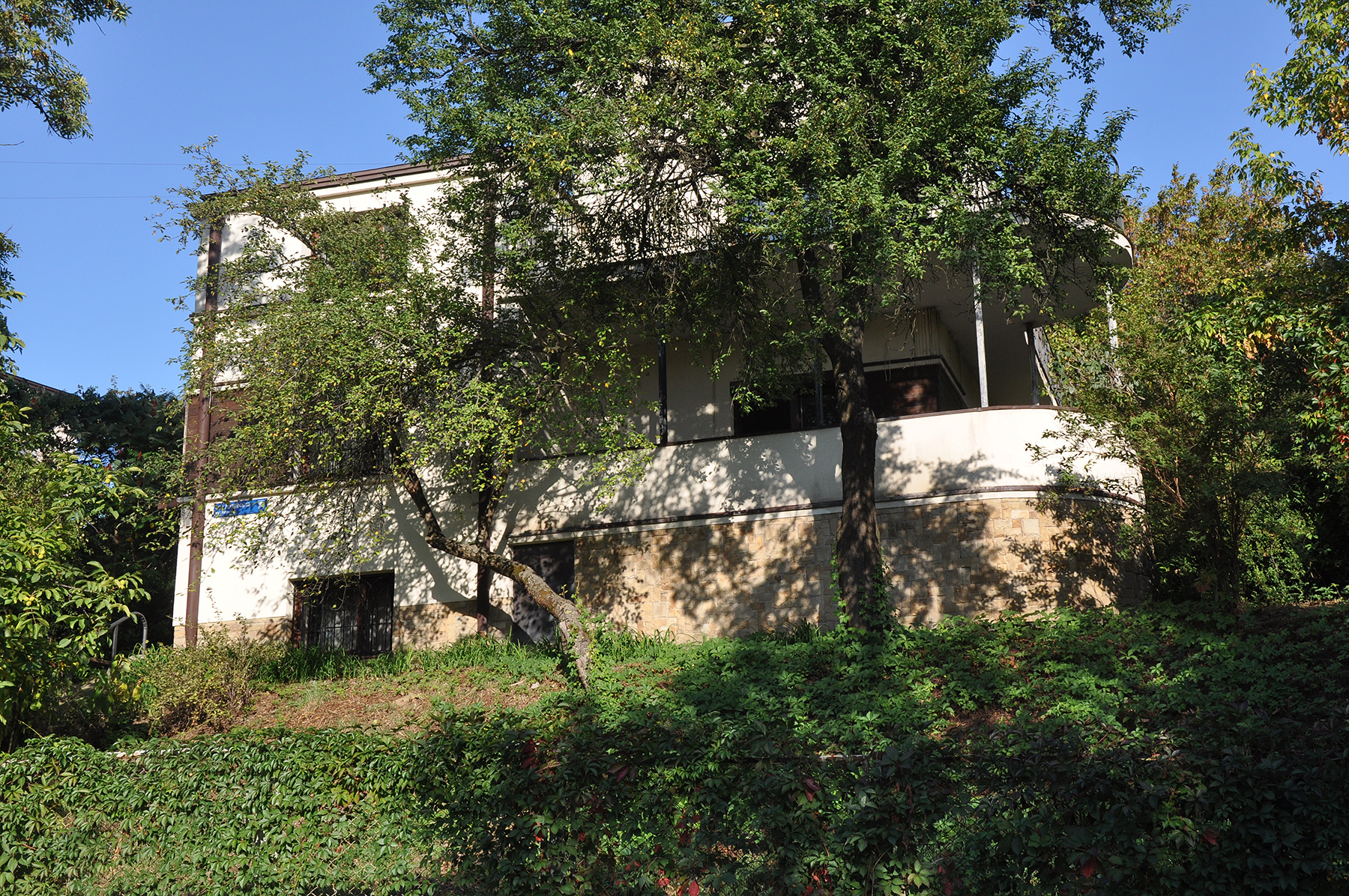
Будинок № 17
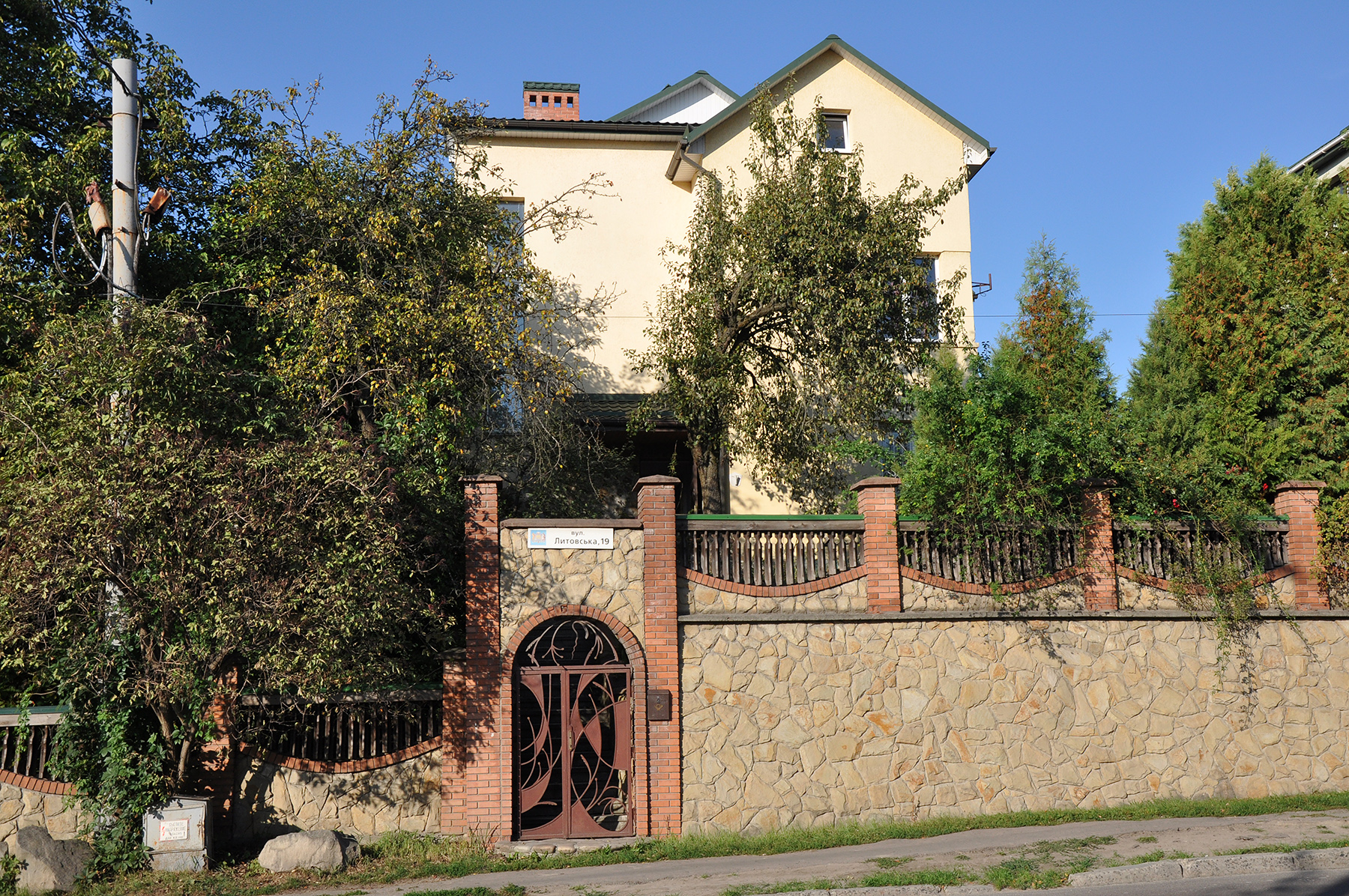
Будинок № 19